# Boubacar Traorè
Boubacar „Bouba“ Faye Traorè (* 26. Juli 1997 in Kaolack) ist ein senegalesischer Fußballspieler. Er spielt als Flügelstürmer, kann aber auch im Sturmzentrum eingesetzt werden.

## Karriere

### Verein
Traorè wurde in Italien ausgebildet. Er spielte unter anderem für die Jugend des FC Turin. Nachdem sein Vertrag bei der AC Tuttocuoio 1957 ausgelaufen war, war er zunächst über ein Jahr vereinslos, ehe er im März 2018 zu den Tarxien Rainbows aus Malta stieß.
Bereits im darauf folgenden Sommer erfolgte der Wechsel zum KS Teuta Durrës, wo er in der Kategoria Superiore regelmäßig zu Einsätzen kam und drei Tore erzielte. In Albanien blieb er nur ein Jahr. Im nächsten Sommer erfolgte bereits der Wechsel zu Hapoel Kfar Saba. Beim israelischen Verein erzielte er drei Tore in dreißig Spielen.
Im Sommer 2020 wechselte er zum FC St. Gallen in die Schweiz, wo er bis Januar 2022 blieb und vorwiegend als linker Verteidiger zum Einsatz kam.
Anschließend ging er zu Metalist Charkiw, verließ den Verein aber bereits im Sommer wieder und war bis zum Februar 2023 vereinslos, wo ihn Beroe Stara Sagora aufgenommen hat. Dort spielte er bis zum Ende der bereits laufenden Saison und schloss sich dann im Sommer dem FC Botew Wraza an.

## Name
Obwohl der Name Traorè mit einem è geschrieben wird, wird er gleich ausgesprochen wie der in Westafrika verbreitete Name Traoré. Bei seiner Vorstellung beim FC St. Gallen ging der Trainer Peter Zeidler deswegen von einem Schreibfehler in der Pressemitteilung aus. Der Schriftzug auf dem Rücken lautet aber weder Traorè oder Traoré, sondern Bouba.